# Tommy Karls
Tommy Karls (Nyköping, 13 de octubre de 1961) es un deportista sueco que compitió en piragüismo en las modalidades de aguas tranquilas y maratón.

## Palmarés internacional

### Piragüismo en aguas tranquilas
Participó en los Juegos Olímpicos de Los Ángeles 1984, obteniendo una medalla de plata en la prueba de K4 1000 m. Ganó una medalla de plata en el Campeonato Mundial de Piragüismo de 1985.
| Juegos Olímpicos   | Juegos Olímpicos             | Juegos Olímpicos | Juegos Olímpicos |
| Año                | Lugar                        | Medalla          | Evento           |
| ------------------ | ---------------------------- | ---------------- | ---------------- |
| 1984               | Los Ángeles (Estados Unidos) | Medalla de plata | K4 1000 m        |
| Campeonato Mundial |                              |                  |                  |
| Año                | Lugar                        | Medalla          | Evento           |
| 1985               | Malinas (Bélgica)            | Medalla de plata | K4 10 000 m      |

### Piragüismo en maratón
En la modalidad de maratón, obtuvo una medalla de bronce en el Campeonato Mundial de Piragüismo en Maratón de 1992.
| Campeonato Mundial | Campeonato Mundial   | Campeonato Mundial | Campeonato Mundial |
| Año                | Lugar                | Medalla            | Evento             |
| ------------------ | -------------------- | ------------------ | ------------------ |
| 1992               | Brisbane (Australia) | Medalla de bronce  | K2                 |